# Luchien Karsten
Luchien Karsten (Groningen, 20 december 1947) is een Nederlands bedrijfskundige, en hoogleraar in de grondslagen van het managementdenken aan de Rijksuniversiteit Groningen.
Karsten studeerde economie en filosofie aan de Rijksuniversiteit Groningen, en hierna geschiedenis aan de École des hautes études en sciences sociales bij onder andere Emmanuel Le Roy Ladurie en Jacques Le Goff. Terug op de Rijksuniversiteit Groningen promoveerde hij in 1987 op aan het proefschrift "De achturendag : arbeidstijdverkorting in historisch perspectief 1817-1919". 
In 1978 begon Karsten als docent bij de universiteit van Groningen bij de faculteit Sociale Wetenschappen en vanaf 1984 bij de faculteit Bedrijfskunde. In 2002 werd hij hier benoemd tot bijzonder hoogleraar Grondslagen van het Management. Daarnaast is hij hoogleraar in de filosofie van management-denken aan de Business School Nederland. Karsten was verder gastdocent aan universiteiten onder andere in Rusland, Burkina Faso, Engeland en Frankrijk. Hij coördineerde en leidde diverse samenwerkingsprojecten.
De onderzoeksinteresses van Karsten richten zich op management en tijd, geschiedenis van het managementdenken, managementconcepten en de geschiedenis van multinationals.

## Publicaties
- 1989. De achturendag : arbeidstijdverkorting in historisch perspectief 1817-1919. Proefschrift Groningen. Groningen : Universiteitsdrukkerij.
- 1995. Organisatie & management : een fundamentele inleiding in de organisatiekunde. Met Martine Coun en Huibert de Man. Utrecht : Lemma.
- 1998. Managementconcepten in beweging : tussen feit en vluchtigheid. Met Kees van Veen. Assen : van Gorcum.
- 2001. Interdisciplinariteit, professies en Amerikanisering. Met Peter van Baalen. Groningen : University of Groningen.
- 2003. Bouwstenen van Bedrijfskunde Groningen : ter gelegenheid van het 5e lustrum van de (Inter)faculteit Bedrijfskunde Groningen 1977-2002. Met Edward Jungeling en Henk Reysoo. Rijksuniversiteit Groningen.
- 2003. Management draait om tijd. Inaugurale rede Rijksuniversiteit Groningen.
- 2013. Globalization and time. Routledge

- Gemeinsame Normdatei: 17084336X
- International Standard Name Identifier: 0000 0000 5149 9287
- Library of Congress Control Number: nr2005015082
- NARCIS: PRS1240304
- Nationale Bibliotheek van Tsjechië: jcu2018979726
- Nederlandse Thesaurus van Auteursnamen: 074269445
- Système universitaire de documentation: 168016133
- Virtual International Authority File: 235334994
- WorldCat: E39PBJcKFMGHJjttt8Yrq3Mtrq